# Tanz mit mir
Tanz mit mir utkom 2001 och är ett album av det svenska dansbandet Vikingarna, där de sjunger på tyska, under namnet "Vikinger".

## Låtlista
1. Der Stern der Liebe
2. Reich mir die Hand
3. Sommerwind und Sonnenschein
4. Tanz mit mir
5. Angelina
6. All meine Träume
7. Über's Meer
8. Ich will dir mein Leben geben
9. Picolissima serenata
10. Ich wünsch dir alles gute
11. Wir zwei
12. Du musst ein Engel sein
13. So schön wie heute
14. Sag ihr